# Оратор (фильм, 1999)
Оратор (узб. Voiz) — фильм режиссёра Юсупа Разыкова, снятый в 1999 году.

## Сюжет
История об установлении советской власти в Узбекистане через взаимоотношения трёх жен Искандера. Любовница-комиссар стала его четвёртой и тайной женой. Рассказ ведётся от лица сына Искандера.
По словам режиссёра «...герой был абсолютно явный конформист, оратор, который пошел служить большевикам именно с тем, чтобы сохранить семью. У него было три жены и для того, чтобы сохранить этот свой мир, он идет служить «красным», становится просто оратором, горланом и даже увлекает за собой массы. В то же время у него своя семья, которая совершенно не совпадает, скажем так, с идеологией новой жизни».

## Награды
- Специальное упоминание Гильдии киноведов и кинокритиков «За ироничное решение темы конформизма» ОКФ «Киношок» (1999)
- Гран-при «Золотая лоза» за лучший полнометражный игровой фильм ОКФ «Киношок» (1999)
- Приз за лучший сценарий Фестиваль узбекского кино в Бухаре (2000)
- Приз за лучшее изобразительное решение Фестиваль узбекского кино в Бухаре (2000)
- Премия Гильдии киноведов и кинокритиков России (1999)

## Оценки критиков
- Елена Стишова («Искусство кино»): «А я чего-то ждала от этого фильма. Быть может, этого самого историзма. Позабыв про то, что историко-революционный жанр уже лет десять как перекрестили в историко-контрреволюционный. У нас и впрямь нет чувства "золотой середины". У нас -- либо к сердцу прижать, либо к черту послать...Несмотря на то что режиссёр радикально дистанцируется от идеологии и не расставляет нравственных акцентов, логика повествования неумолимо приводит нас к нескольким выводам. Революция — действие аморальное, направленное против человека. Выживают в революции, как правило, не идейные борцы, а попутчики-коллаборационисты. А женщины, будь то патриархальные мусульманки, живущие в гареме, или православные христианки, тоже патриархальные, пусть и из моногамной семьи, и в безумии революции остаются заложницами вечных ценностей, воплощением человеческой нормы».[2]